# LEEF (miniserie)
LEEF is een miniserie van productiehuis Polar Bear uitgezonden op de Vlaamse zender Eén.  Het verhaal werd geschreven door Leen Vanderreycken en Lenny Van Wesemael. Hoofdrollen worden gespeeld door Michaël Pas en Joke Emmers.

## Synopsis
Vincent is zaakvoerder van een funerarium. Hij heeft nooit geïnvesteerd in de zaak en volgt nieuwe trends niet op. Zo is er geen aula of kunnen mensen de uitvaart niet volgen via een webstream. Als gevolg hiervan kiezen meer en meer mensen voor de concurrentie. Daardoor komt er nog minder geld in het laatje.
Zijn enige werknemer is visagiste Anja die de lijken wast, opbaart en voorziet van de nodige make-up. Anja leeft in een droomwereld: zij gaat gesprekken aan met de lijken dewelke in haar fantasie letterlijk tot leven komen en haar advies geven. Hierdoor beslist ze enerzijds om ontslag te nemen en een eigen zaak als schoonheidsspecialiste op te starten. Anderzijds vreest ze dat ze net zoals Vincent te weinig klanten zal hebben omdat er heel wat schoonheidssalons bestaan.

## Afleveringen
| Nr. serie | Titel | Regisseur          | Uitzenddatum    |  |
| --- | ----- | ------------------ | --------------- |  |
| 1 |       | Lenny Van Wesemael | 11 januari 2021 |  |
| De norse Vincent De Vos staat bijna op de rand van het faillissement omdat hij nooit heeft geïnvesteerd in de zaak. Er is een aanbod van een grotere groep om de zaak over te nemen, maar daar wil Vincent niet van weten. Het enige wat hem wel interesseert, zijn de inkomsten en manieren om op alles te besparen. Hij toont zelfs geen begrip wanneer zijn werkneemster Anja, een visagiste, bijna om het leven komt nadat een van de reclameletters van het gebouw valt en naast haar belandt. Door dit incident beseft Anja dat ze haar dromen waar moet maken. In haar verbeelding gaat ze een conversatie aan met meneer De Gruyter, een overleden man die zopas werd binnengebracht. Ze ontdekt dat de man onder zijn kleding vrouwelijk ondergoed draagt waardoor ze vermoedt dat hij een niet-geoute homoseksueel is die stiekem een relatie heeft met een man. In haar fantasie is ze er zeker van dat de man in werkelijkheid als een travestiet wil worden begraven. Samen met deze man besluit ze ook om haar droom waar te maken: het oprichten van haar eigen schoonheidssalon dat binnen de kortste keren in de wijde omtrek bekend wordt omwille van haar talenten. Uiteindelijk ziet ze af van het plan om de man als travestiet te kleden, maar brengt ze wel lippenstift en valse oogwimpers aan. |       |                    |                 |  |
| 2 |       | Lenny Van Wesemael | 12 januari 2021 |  |
| Een bellende mobiele telefoon trekt de aandacht van Vincent en leidt hem naar de koelcel van de overleden man. Zo ontdekt hij bij de man de aangebrachte lippenstift en valse oogwimpers. Hij besluit om het lijk zelf te visageren, maar ook dat is geen succes. Anja droomt verder over haar toekomst en tezamen met een overleden jonge vrouw stelt ze een bedrijfsplan op om de bank te kunnen overtuigen om een lening aan te gaan. Ze komen ook tot de conclusie dat ze haar klanten moet zoeken in de Lgbt-gemeenschap. Vincent kondigt aan dat er te weinig geld is waardoor Anja slechts halftijds kan werken. Zij neemt daarop prompt ontslag al moet ze nog blijven werken tot er een vervanger is gevonden met een maximale periode van drie maanden. Een oude geliefde van Vincent kiest het uitvaartbedrijf om haar moeder te laten begraven. Al snel wordt duidelijk dat Vincent nog gevoelens voor haar heeft, maar destijds niet voldoende tijd stak in hun relatie. Deze geliefde tracht Vincent ook duidelijk te maken dat investeringen in het funerarium dringend nodig zijn. Anja is verbaasd wanneer Vincent haar de volgende dag trakteert met koffie en pralines. |       |                    |                 |  |
| 3 |       | Anthony Schatteman | 13 januari 2021 |  |
| Anja gebruikt producten van het merk Naomi Cosmetics. Zaakvoerder Naomi werd afgelopen nacht binnengebracht na zelfmoord. Wanneer Anja het lijk grimeert, gaat ze in haar fantasie een gesprek aan met Naomi. Anja beseft dat het niet eenvoudig is om een eigen zaak te leiden: personeel, allerhande kosten, contractbesprekingen, te allen tijde klaarstaan voor het bedrijf... Zoë komt solliciteren: ze is gefascineerd door de dood en hoe culturen hiermee omgaan en dan voornamelijk in Sulawesi. Ook zij raadt aan dat Vincent moet investeren in de doffe zaak en dat deze voornamelijk kleuren mist. Daarop beschildert hij een van zijn kisten in een glitterverf, maar Anja en haar moeder hebben hun twijfels over deze creatie. Nadat de moeder van Naomi een groet komt brengen, heeft Anja terug een gesprek met haar. Naomi vindt dat ze mooi geschminkt is - maar doet zichzelf de eer aan omdat het aan haar perfecte producten ligt en niet zozeer aan Anja - en dat ze al in de hemel zit. Die opmerking geeft Anja een idee: "Beauty Heaven Anja - Neem afscheid in schoonheid". Ze wil haar job behouden en haar idee uitleggen aan Vincent, maar hij heeft voor haar een klein afscheidsfeestje georganiseerd. Hij beweert dat hij een vervanger heeft gevonden, ondanks Naomi niet op het werkvoorstel is ingegaan en bij concurrent Daems aan de slag is gegaan. Op aanraden van haar moeder, solliciteert Anja bij Parfumerie Kathy. |       |                    |                 |  |
| 4 |       | Anthony Schatteman | 14 januari 2021 |  |
| Lola, een vriendin van Anja, is overleden na een val. Anja, ondertussen werkloos, bezoekt haar voor de officiële laatste groet. Daar ze vindt dat Lola zeer slecht gegrimeerd is, doet ze de make-up opnieuw. Ze spreekt Vincent hierover aan, maar hij zegt dat de nieuwkomer niet goed kan schminken. In een imaginair gesprek met Lola beseft Anja dat er geen nieuwkomer is. Ook wordt duidelijk dat Vincent de ouders van Lola heeft kunnen overtuigen om de glitterkist te nemen. Anja biecht op dat de bank haar businessplan heeft verworpen en dat ze na een dag is gestopt bij Parfumerie Kathy omdat ze niet tegen het "getetter" kan van de klanten. Na een breuk in de waterleiding beseft Vincent dat de enige uitweg om een faillissement te vermijden een overname is. Hij kan de investeringsgroep overtuigen dat de naam De Vos mag worden behouden. Vincent biedt Anja haar job terug aan, maar zij heeft een optie bij concurrent Daems. Doch zij wil terugkomen op voorwaarde dat er een degelijke koffie-automaat komt waarop hij ingaat. Wat het idee "Beauty Heaven Anja - Neem afscheid in schoonheid" betreft, blijft een raadsel. |       |                    |                 |  |

## Rolverdeling
| Acteur              | Personage       |
| ------------------- | --------------- |
| Michaël Pas         | Vincent         |
| Joke Emmers         | Anja            |
| Lucas Van den Eynde | Erik De Gruyter |
| Chris Nietvelt      | Daniëlle        |
| Ikram Aoulad        | Lola            |